# 吉村英夫
吉村 英夫（よしむら ひでお、1940年1月1日 - ）は日本の映画評論家、著述家。

## 経歴
1940年三重県津市に生まれる。久居中学校、三重県立津高等学校、早稲田大学教育学部国語国文科卒業。1962年4月、三重県立高等学校（国語科）教諭となる。1996年3月、津東高等学校退職。1997年4月～2006年3月三重大学（共通教育機構）非常勤講師。2001年4月、愛知淑徳大学非常勤講師。2007年4月愛知淑徳大学教授。2010年4月愛知淑徳大学非常勤講師、2015年3月退職。
1979年、キネマ旬報創刊60周年記念論文「『祇園の姉妹』と溝口健二の先駆性」で佳作入選。1982年、『男はつらいよの世界』刊行などによって三重県文化奨励賞（文学部門）受賞。第6回ノンフィクション朝日ジャーナル大賞に応募の『「ローマの休日」のすべて』が選外佳作（1990年）となる。1994年、選著『一行詩（往信）父よ母よ』『一行詩（返信）息子よ娘よ』（学陽書房）がベストセラーになる。2003年、小津安二郞生誕100年記念三重映画フェスティバル2003（支援・文化庁）実行委員会会長。2009年、三銀ふるさと三重文化賞受賞。
2014年、小津安二郎記念碑建立委員会（三重県津市）事務局長。2015年、「彼岸花映画祭in津」実行委員会　事務局長 2021年まで。

## 著作

### 単著
- 『男はつらいよの世界』（シネ・フロント社　1981年）
- 『女子高生と紙でっぽう』（草土文化　1983年） 0037-7458-4221
- 『山田洋次の世界』（シネ・フロント社　1984年） ISBN 4-915576-05-1
- 『木下恵介の世界』（シネ・フロント社　1985年） ISBN 4-915576-07-8
- 『幸福の黄色いハンカチと高校生』（シネ・フロント社　1986年） ISBN 4-915576-10-8
- 『国語通信いま高校生は、ということ』（草の根出版会　1987年） ISBN 4-87648-017-6
- 『新・男はつらいよの世界 シナリオと映像の検証』（シネ・フロント社　1989年） ISBN 4-915576-13-2
- 『ワクワク近代文学八話 』（高校出版　1990年） ISBN 4-906277-11-X
- 『ローマの休日――ワイラーとヘプバーン』（朝日新聞社　1991年） ISBN 4-02-256315-X
- 『「男はつらいよ」魅力大全』（講談社　1992年） ISBN 4-06-205914-2
- 『国語通信――ゴッホ物語』（高校出版　1992年） ISBN 4-906277-25-X
- 『モーツァルト通信』（高校出版　1993年） ISBN 4-906277-30-6
- 『麗しのオードリー』（講談社　1994年） ISBN 4-06-206767-6
- 『ローマの休日――ワイラーとヘプバーン』（朝日新聞社・朝日文庫　1994年） ISBN 4-02-261056-5
- 『大いなる幻影考 1930年代フランス映画私記』（学陽書房　1995年） ISBN 4-313-85004-X
- 『「男はつらいよ」魅力大全』（講談社文庫　1995年） ISBN 4-06-263113-X
- 『寅さんは生きている―＜男はつらいよ＞とは何であったか』（かもがわ出版ブックレット　1996年） ISBN 4-87699-278-9
- 『完全版 男はつらいよの世界』（集英社　1997年） ISBN 4-08-781145-X
- 『ルポルタージュ　一行詩の学校』（学陽書房　1998年） ISBN 4-313-65086-5
- 『高校生諸君!映画を見なさい』（大月書店　1998年） ISBN 4-272-61076-7
- 『山田洋次＜学校＞が語りかけるもの』（かもがわ出版ブックレット　1998年） ISBN 4-87699-430-7
- 『君はこの映画を見たか　若い時代の必見名画100選』　（大月書店　2000年） ISBN 4-272-61079-1
- 『松竹大船映画 小津安二郎、木下恵介、山田太一、山田洋次が描く＜家族＞』（創土社　2000年） ISBN 4-7893-0011-0
- 『誰も書かなかったオードリー』（講談社+α文庫　2001年） ISBN 4-06-256541-2
- 『寅さんと麗しのマドンナたち』（実業之日本社　2002年） ISBN 4-408-53420-X
- 『老いてこそわかる映画がある シニアのための映画案内』（大月書店　2004年） ISBN 4-272-61213-1
- 『山田洋次×藤沢周平＜たそがれ清兵衛＞＜隠し剣 鬼の爪＞にみる時代劇の新境地』　（大月書店　2004年） ISBN 4-272-61215-8
- 『放浪と日本人――「寅さん」の源流をさぐる』（実業之日本社　2005年） ISBN 4-408-59253-6
- 『完全版 男はつらいよの世界』（集英社文庫　2005年） ISBN 978-4-08-747898-3
- 『下手な人生論より「寅さん」のひと言』　（河出書房新社　2006年） ISBN 4-309-01770-3
- 『チャップリンを観る そして＜ローマの休日＞へ――吉村英夫講義録』（草の根出版会　2008年） ISBN 978-4-87648-248-1
- 『黒澤明を観る 民の論理とスーパーマン―― 吉村英夫講義録』（草の根出版会　2008年） ISBN 978-4-87648-253-5
- 『下手な人生論より寅さんのひと言』　（河出書房新社　2008年） ISBN 978-4-309-40915-3
- 『山田洋次を観る』（リベルタ出版　2010年) ISBN 978-4-903724-19-5
- 『山田洋次と寅さんの世界―― 困難な時代を見すえた希望の映画論』（大月書店　2012年） ISBN 978-4-272-61227-7
- 『伊丹万作とその系譜――異才たちの日本映画史』（大月書店　2015年） ISBN 978-4-272-61232-1
- 『愛の不等辺三角形――漱石小説論』（大月書店　2016年） ISBN 978-4-272-61234-5
- 『ハリウッド＜赤狩り＞との闘い』（大月書店　2017年） ISBN 978-4-272-61235-2
- 『「男はつらいよ」、もう一つのルーツ』（大月書店　2022年） ISBN 978-4-272-61244-4

### 撰著
- 『一行詩 （往信）父よ母よ』撰著（学陽書房　1994年） ISBN 4-313-85067-8
- 『一行詩 （返信）息子よ娘よ』撰著（学陽書房　1994年） ISBN 4-313-85068-6
- 『一行詩　面と向かっていえないひと言』撰著（学陽書房　1995年） ISBN 4-313-85081-3
- 『一行詩　面と向かっていえないひと言２』撰著（学陽書房　1996年） ISBN 4-313-85084-8
- 『一行詩〈家族！〉父よ母よ・息子よ娘よ』（講談社文庫　1996年） ISBN 4-06-263384-1
- 『一行詩「ああ青春」』撰著（講談社　1997年） ISBN 4-06-208929-7
- 『一行詩　新選父よ母よ』撰著 文庫本（学陽書房　1998年） ISBN 4-313-72061-8
- 『一行詩　新選息子よ娘よ』撰著 文庫本（学陽書房　1998年） ISBN 4-313-72062-6

### 共撰著・共編著・監修
- 『ほろっと本音キラッと青春』 吉村英夫・シネカブ共撰著（アールズ出版　2002年） ISBN 4-901226-32-0
- 『父よ母よ 大学生の一行詩』 吉村英夫・シネカブ共編著（大月書店　2005年） ISBN 4-272-35020-X
- 『先生あのね――小津安二郎･青春のまち大賞〈わが心の師〉』監修（編者・三重県飯高町、発行・ネスコ　発売・文藝春秋 1996年） ISBN 4-89036-934-1
- 『葉書エッセイ　出来ごころ――第二回小津安二郎・青春のまち大賞』監修（編者・三重県飯高町　発行・ネスコ　発売・文藝春秋　1997年） ISBN 4-89036-962-7
- 『がんばれ、自分――第三回小津安二郎・青春のまち大賞〈生れてはみたけれど〉』監修（編者・三重県飯高町　（発売元　伊勢文化舎　1998年） ISBN 4-900759-11-2
- 『けんか友だち』――第四回小津安二郎・青春のまち大賞　けんか友だち』監修（編者・三重県飯高町　（編集･発売　伊勢文化舎　2000年） ISBN 4-900759-14-7